# Тодор Шипов
Тодор Шипов е български търговец, политик и представител на пиротската емиграция в България.

## Биография
Роден в средата или през втората половина на 19 век в гр. Пирот, в тогавашната Османска империя. Берлинският договор отрежда областта да бъде предадена на Княжество Сърбия. Това принуждава мнозина пиротчани да се преселят в току-що възстановената българска държава. Шипов избира съседното и тогава все още българско градче Цариброд. Там за кратко от бежанец без капитал успява да се замогне до виден търговец с влияние. В началото на 20 век Шипов и Тодор Бързаков, друг пиротски преселник, купуват заедно като съдружници пивницата на „Балкан“, една от първите нови сгради, издигнати в Цариброд след Освобождението. Включва се в местната политика. През 1909 г. е избран за общински съветник в Цариброд от групата на народняците, заедно с Гига Тончев, негов съпартиец царибродски жител родом пиротчанин.
Шипов, посочен като Théodore Chipoff, commerçant à Tzaribrode, е сред видните представители на пиротските бежанци в България, подписали се под Адрес-плебисцит, с който се отправя призив до тогавашния президент на САЩ и правителствата на държавите от Антантата да не допускат повторното включване на Пиротско в състава на сръбската държава.